# Tatra T3S
Tatra T3S je typ tramvaje, který vznikl modernizací československé tramvaje Tatra T3.

## Historie
Dalším typem modernizované „té-trojky“ se stal typ T3S. Dopravný podnik Bratislava nechal zmodernizovat dva vozy typu T3 podle vzoru tramvají Tatra K2S v šumperské firmě Pars nova. Přestavba proběhla v letech 1998 a 1999. V dalších rekonstrukcích na typ T3S se již dále nepokračovalo.

## Modernizace
Hlavní změnou byla výměna původní odporové elektrické výzbroje za novou typu TV14 s IGBT tranzistory. Při této příležitosti byla kompletně opravena vozová skříň, zmodernizován byl interiér i stanoviště řidiče. Taktéž byla instalována nová čela vozů dle návrhu Ing. arch. Patrika Kotase. Rovněž tramvaje obdržely nový polopantograf. Vozům byla díky rekonstrukci prodloužena životnost minimálně o 10 až 15 let.

## Provoz
Modernizace na typ T3S probíhaly v letech 1998 a 1999.
| Současný stát | Město      | Článek | Typ | Roky modernizací | Počet vozů | Poznámky | Zdroj |
| ------------- | ---------- | ------ | --- | ---------------- | ---------- | -------- | ----- |
| Slovensko     | Bratislava | článek | T3S | 1998–1999        | 2          |          | [ 1 ] |